# HMS Shalimar (P242)
Le HMS Shalimar (Pennant number : P242) est un sous-marin britannique de classe S du troisième lot, construit pour la Royal Navy pendant la Seconde Guerre mondiale. Il faisait partie des unités construites entre 1941 et 1944 par les Britanniques pour des opérations offensives.
Terminé en avril 1944, il effectue une patrouille de guerre au large des îles Orcades, puis il est affecté au théâtre d’opérations du Pacifique, où il arrive en septembre. Le sous-marin a effectué une patrouille de guerre au large des îles Nicobar, détruisant plusieurs petits navires avec des tirs d’artillerie. Au cours des trois patrouilles suivantes dans le détroit de Malacca, le HMS Shalimar a coulé douze voiliers, onze péniches de débarquement, quatre caboteurs, trois allèges, trois remorqueurs et un dragueur de mines. Après la fin de la guerre, le navire est renvoyé en Angleterre, placé en réserve, puis vendu à la ferraille en juillet 1950.

## Conception
Les sous-marins de la classe S ont été conçus pour patrouiller dans les eaux resserrées de la mer du Nord et de la mer Méditerranée. Les navires du troisième lot étaient légèrement agrandis et améliorés par rapport à ceux du deuxième lot. Ils avaient une coque plus solide, transportaient plus de carburant, et leur armement était modernisé.

Schéma d'un sous-marin de classe S.

Ces sous-marins avaient une longueur hors tout de 66,1 mètres, une largeur de 7,2 m et un tirant d'eau de 4,5 m. Leur déplacement était de 856 tonnes en surface et 1 006 tonnes en immersion . Les sous-marins de la classe S avaient un équipage de 48 officiers et matelots. Ils pouvaient plonger jusqu'à la profondeur de 90 m.
Pour la navigation en surface, ces navires étaient propulsés par deux moteurs Diesel de 950 ch (708 kW), chacun entraînant un arbre et une hélice distincte. En immersion, les hélices étaient entraînées par un moteur électrique de 650 ch (485 kW). Ils pouvaient atteindre 15 nœuds (28 km/h) en surface et 10 nœuds (19 km/h) en plongée . En surface, les sous-marins du troisième lot avaient une autonomie en surface de 6 000 milles marins (11 000 km) à 10 nœuds (19 km/h), et en plongée de 120 milles (220 km) à 3 nœuds (5,6 km/h).
Ces navires étaient armés de sept tubes lance-torpilles de 21 pouces (533 mm) dont six à la proue et un tube externe à la poupe. Ils transportaient six torpilles de recharge pour les tubes d’étrave, pour un total de treize torpilles. Douze mines pouvaient être transportées à la place des torpilles intérieurement arrimées. Les navires étaient aussi armés d'un canon de pont de 3 pouces (76 mm).
Les navires du troisième lot de la classe S étaient équipés d’un système ASDIC de type 129AR ou 138 et d’un radar d’alerte avancée de type 291 ou 291 W .

## Engagements
Le HMS Shalimar a été commandé par l’Amirauté britannique le 3 août 1941 et construit par l’arsenal de Chatham Dockyard à Chatham dans le Kent. Sa quille fut posée le 17 avril 1942, et il fut lancé le 22 avril 1943. Placé sous le commandement du lieutenant William G. Meeke, il fut commissionné dans la Royal Navy le 22 avril 1944 à Holy Loch,. Il fut baptisé ainsi d’après les Jardins de Shalimar, des jardins moghols construits par l'empereur moghol Jahângîr, dans la ville de Srinagar, en Inde. Et de fait, son insigne représentait une fleur de lotus typique de ces jardins. Il est le premier (et jusqu’à présent, le seul) navire de la Royal Navy à porter ce nom.
Après des exercices de vitesse, d’artillerie et de tir de torpilles, le HMS Shalimar part de Holy Loch le 8 juillet 1944 pour sa première patrouille de guerre, à l’est des îles Orcades, dans le cadre d’une patrouille anti-sous-marine. Il est revenu le 27 juillet, sans avoir repéré de cibles. Le navire a ensuite été affecté au théâtre d’opérations du Pacifique, pour combattre contre l’empire du Japon. En passant par Gibraltar et le canal de Suez, il est arrivé à Trincomalee le 28 septembre.
Le 15 octobre, le HMS Shalimar quitta le port pour patrouiller au sud des îles Nicobar. Le 26 octobre, il tenta de torpiller un navire marchand quittant Port Blair, mais il fut repéré, attaqué à coups de charges de profondeur et forcé de plonger. Trois jours plus tard, le sous-marin a tiré six torpilles sur un autre navire marchand, mais l’a raté. Le 2 novembre, il a rencontré plus de chance et a détruit cinq péniches de débarquement japonaises, plusieurs petits navires et une jetée avec son canon de pont de 3 pouces (76 mm). Il a ensuite terminé sa patrouille le 6 novembre.
Le navire commença sa patrouille suivante le 29 novembre 1944, cette fois dans le détroit de Malacca. Le 4 décembre, il coula un voilier à coups de canon, puis trois autres le lendemain. Le 6 décembre, le navire a tiré trois torpilles sur un caboteur et une péniche de débarquement, mais elles sont passées sous les cibles, alors le sous-marin a refait surface pour utiliser son canon de pont. Cependant, le radar a rapidement détecté un avion ennemi, et le HMS Shalimar a été forcé de rompre le combat. Le 10 et le 11 décembre, il a coulé deux voiliers à coups de canon, puis le 14 décembre il a torpillé et coulé le dragueur de mines japonais Choun Maru No.7. Le lendemain, il coule un remorqueur japonais et deux allèges, puis il rentre à Trincomalee six jours plus tard.
Le 12 janvier 1945, le HMS Shalimar quitte le port, à nouveau chargé de patrouiller dans le détroit de Malacca. Le 17 janvier, il détruit cinq péniches de débarquement japonaises par ses tirs. Le lendemain, il a coulé trois voiliers, et deux jours plus tard, un caboteur à coups de canon. Le 21 janvier, le HMS Shalimar a attaqué un sous-marin japonais avec une volée complète de six torpilles, plus la torpille arrière, mais une torpille a explosé prématurément et la cible s’est échappée. Après avoir tiré toutes ses torpilles, le HMS Shalimar a coulé un autre caboteur avec des obus éclairants et des tirs de 20 mm Oerlikon le 27 janvier. Le 31 janvier il a endommagé un caboteur avec son 20 mm et sa mitrailleuse Vickers, après quoi le sous-marin a tiré deux torpilles, mais toutes les deux ont touché le fond et l’attaque a été abandonnée. Le sous-marin a terminé sa patrouille le 5 février, puis il s’est rendu à Colombo pour des réparations.
Le 18 juillet 1945, le sous-marin repart en patrouille dans le détroit de Malacca, de conserve avec le HMS Seadog. Le 27 juillet, ils ont coulé un navire de débarquement de chars japonais. Le 1er août, le HMS Shalimar a coulé un voilier avec des charges de démolition et un lougre à coups de canon. Le lendemain, les deux navires ont coulé un remorqueur et une allège, puis ils ont coulé un autre remorqueur et un chaland le lendemain. Après quoi, le sous-marin a été bombardé par un avion, mais il n’a subi que de légers dommages. Le 5 août, le Shalimar et le Seadog ont coulé un caboteur, puis ils se sont séparés pour s’occuper de différentes cibles. Le Shalimar a coulé deux voiliers, puis un caboteur deux jours plus tard. Le sous-marin termine sa dernière patrouille de guerre le 12 août, puis il part pour la Grande-Bretagne et arrive à Portsmouth le 23 octobre. Le navire fut mis en réserve à Harwich une semaine plus tard. Il fut vendu en juillet 1950 pour être démantelé à Troon, en Écosse.